# 大奧爾比托湖
56°10′39″N 28°46′32″E / 56.17750°N 28.77556°E
大奧爾比托湖（俄语：Большое Олбито），是俄羅斯的湖泊，位於該國西北部，由普斯科夫州負責管轄，處於謝別日區，面積7.6平方公里，集水區面積44.5平方公里，平均水深3.7米，最大水深7米。